# Manuela Antonia Márquez
Manuela Antonia Márquez y García Saavedra (1844-1890) fue una escritora, poetisa, compositora y pianista peruana, considerada una de las poetas más destacadas de la década de 1870.

## Biografía
Marquéz descendía de una familia exitosa en las bellas artes. Sus hermanos eran Luis y José Arnaldo Márquez, ambos considerados entre los primeros escritores más destacados del Perú.
Estudió en el Colegio Sagrados Corazones Belén de Lima. Sus artículos y poemas se publicaron en diversas publicaciones periódicas de la época como El Correo de Perú, El Cosmorama o La Alborada, bajo un seudónimo. Gran parte de sus obras están dispersas en revistas y periódicos. Algunos de sus poemas fueron incluidos en las obras colectivas Parnaso peruano (1871) y Poetisas americanas (1896).
Además de su talento literario, fue también una pianista y compositora. Es autora de varias composiciones para canto y piano, así como de la primera zarzuela dramática peruana titulada La novia del colegial.
Fue madre de la escritora Delia Castro Márquez, abuela de la escritora Serafina Quinteras, y bisabuela de Blanca Varela.